# Mayr Facci
Mayr Facci (Catanduva, 7 de abril de 1927 – Ponta Grossa, 11 de março de 2015) foi um jogador de basquete brasileiro. Ele competiu no torneio masculino nos Jogos Olímpicos de Verão de 1952 e nos Jogos Olímpicos de Verão de 1956.